# جائزة سنغافورة الكبرى 2009
جائزة سنغافورة الكبرى 2009 هو سباق فورمولا 1 أقيم بتاريخ 14 أكتوبر 2009 في حلبة شارع مارينا باي، سنغافورة. كان الرابع عشر من أصل 17 في بطولة العالم لسباقات الفورمولا واحد موسم 2009. حلّ البريطاني لويس هاملتون أولا بينما جاء الألماني تيمو غلوك في المركز الثاني وحصل على المركز الثالث الإسباني فرناندو ألونسو.